# Nordewin von Diest-Koerber
Nordewin von Diest-Koerber (* 29. März 1885 in Konitz, Westpreußen; † 13. Februar 1943 in Alt Blumenau im Landkreis Graudenz, Danzig-Westpreußen) war ein deutscher Jurist und Politiker. 

## Leben
Nordewin von Diest-Koerber wurde als Sohn von Victor von Koerber geboren, der Landrat in Konitz war. Von Koerber besuchte das Königs-Wilhelm-Gymnasium in Stettin, wo er 1903 das Abitur ablegte. Anschließend studierte er Rechtswissenschaften in Heidelberg, Berlin und Greifswald. Unterbrochen wurde das Studium durch das militärische Dienstjahr. 1907 legte er sein Referendarexamen ab und wurde promoviert. Ab dem gleichen Jahr bewirtschaftete er das Familiengut auf Koerberrode. Den Ersten Weltkrieg machte er als Soldat mit und erwarb das Eiserne Kreuz 2. und 1. Klasse. Nach dem Krieg kehrte er auf das Familiengut zurück. Er war Rittmeister der Reserve und Kreislandwirtschaftsoffizier. Als Abgeordneter vertrat von Diest-Koerber die Deutsche Minderheit in der Polnischen Verfassunggebenden Nationalversammlung (polnisch Sejm Ustawodawczy) und im Sejm der nach dem Ersten Weltkrieg neu gegründeten Zweiten Republik. 1928 wurde er als Abgeordneter des Wahlkreises Graudenz-Konitz in den Sejm gewählt. 
Von Diest-Koerber war verheiratet mit Elisabeth, geb. von Diest; das Paar hatte sechs Kinder.